# NGC 5298
NGC 5298 este o galaxie spirală situată în constelația Centaurul. A fost descoperită în 30 martie 1835 de către John Herschel. Se află la o distanță de 47,64 de megaparseci de Pământ.